# كاندي هربر
كاندي مونيك مونيك نادين هربرت (من مواليد 4 يونيو 1977) هي لاعبة كرة قدم فرنسية في لعبت في مركز الهجوم مع نادي إيه إس جي سويو ونادي هينين بومون في القسم الأول الفرنسي. كانت هيربيرت عضواً في منتخب فرنسا الوطني لكرة القدم للسيدات، حيث ظهرت لأول مرة في عام 1994 لعب ما مجموعه 83 مباراة مع ثلاثة أندية فرنسية حتى عام 2010.

## مسيرتها الرياضية
بدأت هيربرت مسيرتها الكروية باللعب مع نادي هينين بومون، حيث أثبتت نفسها كلاعب دولي حيث لعبت لأول مرة مع فرنسا في سن 17 عامًا. انضمت لاحقًا إلى نادي أوسو براي لا بويزيير قبل أن تستقر أخيرًا مع نادي إيه إس جي سويو في بداية الألفية الجديدة. قضى هيربرت سبع سنوات مثمرة في النادي حيث شارك في 98 مباراة في الدوري وسجل 46 هدفًا. في عام 2007، عادت إلى هينان بومونت وفي موسمها الثاني مع النادي، سجلت 13 هدفاً في مسيرتها المهنية. شهد موسم 2009-10 ظهور المهاجم الأصغر سناً بولين كرامر. وبسبب ذلك وظروف أخرى، بدأت هربرت الموسم مع فريق هنين بومون الاحتياطي في دوري الدرجة الثالثة للسيدات. ثم انضمت بعد ذلك إلى سويو، ولعبت هناك حتى عام 2012.

## مسيرتها الدولية
ظهرت هيربرت لأول مرة على المستوى الدولي في 14 مايو 1994 في التعادل 1-1 مع إيطاليا. خاضت 79 مباراة دولية منذ ظهورها الأول وسجلت 11 هدفاً. في 28 أكتوبر 2009، سجلت هيربرت أول ثنائية دولية لها ضمن تصفيات كأس العالم للسيدات في التصفيات المؤهلة لكأس العالم للسيدات 2011 ضد منتخب إستونيا لكرة القدم للسيدات. شهدت المباراة فوز فرنسا على إستونيا 12-0. شاركت هيربرت في عدة بطولات دولية لمنتخب بلادها بدءاً من كأس الأمم الأوروبية للسيدات 1997 وكأس الأمم الأوروبية للسيدات 2001 وكأس الأمم الأوروبية للسيدات 2005 وكأس الأمم الأوروبية للسيدات 2009.

## أهداف دولية
| م  | التاريخ        | المكان                         | الخصم   | التسجيل | النتيجة | البطولة                        |
| -- | -------------- | ------------------------------ | ------- | ------- | ------- | ------------------------------ |
| 1. | 28 أكتوبر 2009 | ملعب جول ديشاسو، لوهافر، فرنسا | إستونيا | 1–0     | 12–0    | تصفيات كأس العالم للسيدات 2011 |
| 2. | 28 أكتوبر 2009 | ملعب جول ديشاسو، لوهافر، فرنسا | إستونيا | 8–0     | 12–0    | تصفيات كأس العالم للسيدات 2011 |

### في المنتخب الوطني
| منتخب                          | عام     | احصائية | احصائية |
| منتخب                          | عام     | مباريات | الاهداف |
| ------------------------------ | ------- | ------- | ------- |
| منتخب فرنسا لكرة القدم للسيدات | 1994    | 2       | 0       |
| منتخب فرنسا لكرة القدم للسيدات | 1995    | 4       | 0       |
| منتخب فرنسا لكرة القدم للسيدات | 1996    | 0       | 0       |
| منتخب فرنسا لكرة القدم للسيدات | 1997    | 10      | 0       |
| منتخب فرنسا لكرة القدم للسيدات | 1998    | 5       | 1       |
| منتخب فرنسا لكرة القدم للسيدات | 1999    | 6       | 0       |
| منتخب فرنسا لكرة القدم للسيدات | 2000    | 6       | 2       |
| منتخب فرنسا لكرة القدم للسيدات | 2001    | 12      | 1       |
| منتخب فرنسا لكرة القدم للسيدات | 2002    | 8       | 0       |
| منتخب فرنسا لكرة القدم للسيدات | 2003    | 5       | 1       |
| منتخب فرنسا لكرة القدم للسيدات | 2004    | 3       | 1       |
| منتخب فرنسا لكرة القدم للسيدات | 2005    | 4       | 0       |
| منتخب فرنسا لكرة القدم للسيدات | 2006    | 0       | 0       |
| منتخب فرنسا لكرة القدم للسيدات | 2007    | 0       | 0       |
| منتخب فرنسا لكرة القدم للسيدات | 2008    | 3       | 2       |
| منتخب فرنسا لكرة القدم للسيدات | 2009    | 12      | 3       |
| منتخب فرنسا لكرة القدم للسيدات | 2010    | 3       | 0       |
| المجموع                        | المجموع | 83      | 11      |